# Sint-Godelievekerk (Beitem)

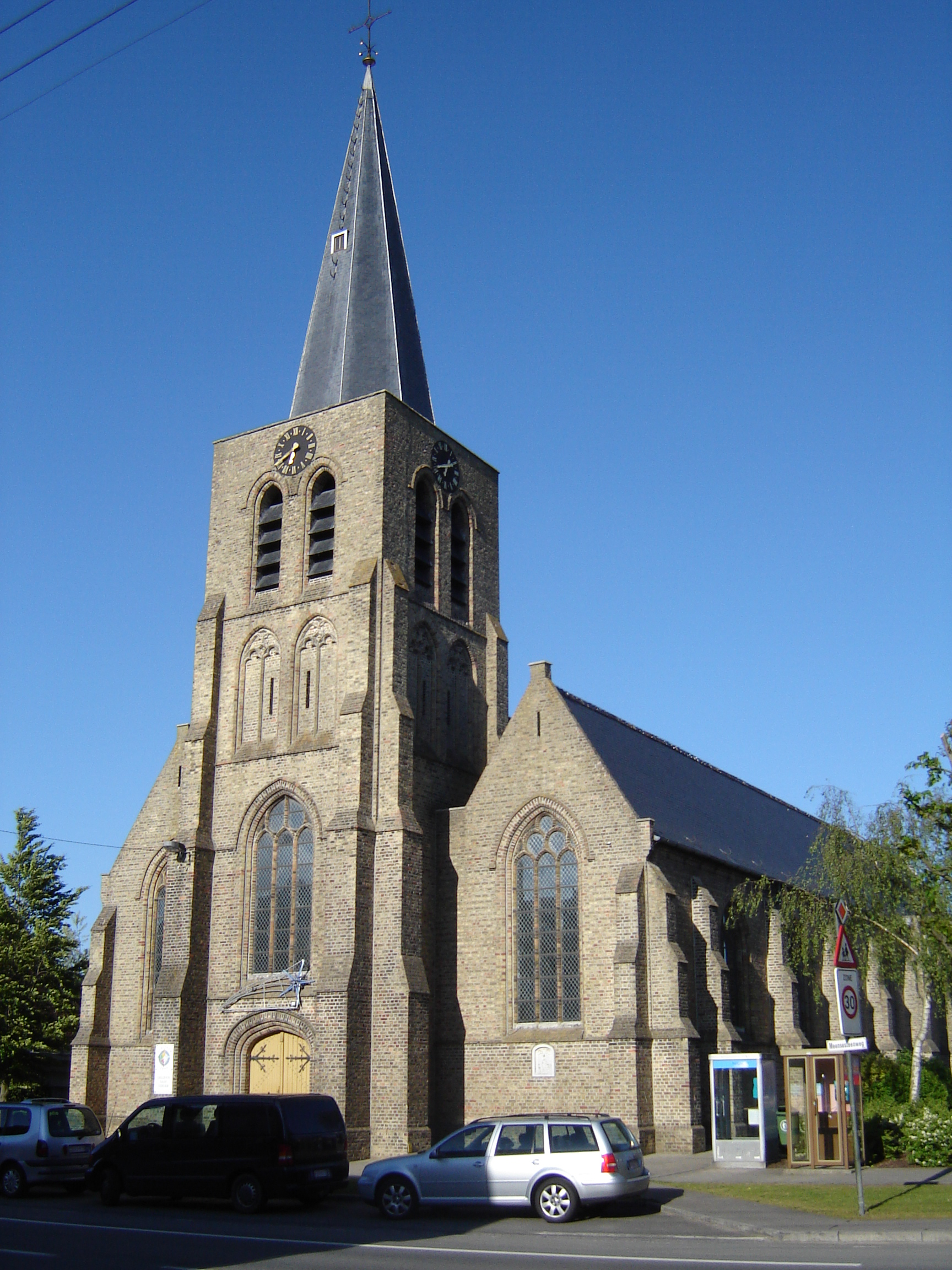
Sint-Godelievekerk

De Sint-Godelievekerk is de parochiekerk van de tot de West-Vlaamse gemeente Roeselare behorende plaats Beitem, gelegen aan Meensesteenweg 719.

## Geschiedenis
In 1865 schonk de familie Beheydt grond voor de bouw van een kerk. De kerk, aanvankelijk een hulpkerk van de parochie van Rumbeke, werd in 1866 ingewijd. In 1889 werd de kerk verheven tot parochiekerk. Deze kerk had kenmerken van het neoclassicisme.
In 1918 werd de kerk opgeblazen en van 1925-1926 werd een nieuwe kerk gebouwd, ontworpen door Ch. Van Moerkerke.

## Gebouw
Het betreft een bakstenen, neogotische, driebeukige hallenkerk met halfingebouwde westtoren. Het hoofdkoor is driezijdig afgesloten. De toren heeft vier geledingen.
In de kerk bevinden zich drie glas-in-loodramen van 1934, vervaardigd door W. Peene Delodder. Zij verbeelden episoden uit het leven van Sint-Godelieve.
Het orgel is van 1880 en werd vervaardigd door de firma Hooghuys & Fils voor het Sint-Niklaasinstituut te Kortrijk. In 1932 werd het naar Beitem overgeplaatst.